# NK Triglav Kranj
Nogometni klub Triglav Kranj (normalt bare kendt som Triglav Kranj) er en slovensk fodboldklub fra byen Kranj.
Klubben spiller i landets bedste liga, og har hjemmebane på Stanko Mlakar stadion. Klubben blev grundlagt i 1920.

## Historiske slutplaceringer

### Prva liga
| Sæson   | Niveau | Liga      | Placering | Kilder |
| ------- | ------ | --------- | --------- | ------ |
| 2013–14 | 2.     | 2. liga   | 7.        | [ 1 ]  |
| 2014–15 | 2.     | 2. liga   | 1.        | [ 2 ]  |
| 2015–16 | 1.     | Prva līga | 6.        | [ 3 ]  |
| 2016–17 | 1.     | Prva līga | 8.        | [ 4 ]  |
| 2017–18 | 1.     | Prva līga | 7.        | [ 5 ]  |
| 2018–19 | 1.     | Prva līga | 8.        | [ 6 ]  |
| 2019-20 | 1.     | Prva liga | 9.        | [ 7 ]  |
| 2019–20 | 2.     | 2. liga   | 7.        | [ 8 ]  |